# Francisco Pereira da Silva
Francisco Pereira da Silva (* 11. August 1918 in Campo Maior, Piauí; † 8. April 1985 in Rio de Janeiro) war ein brasilianischer Dramatiker.

## Leben
Francisco Pereira da Silva studierte Jura und Bibliothekswissenschaft an den Universitäten von Teresina und São Luís. 1942 zog er nach Rio de Janeiro und erhielt dort eine Anstellung an der Brasilianischen Nationalbibliothek, wo er bis zu seinem Tod arbeitete.
Neben zahlreichen Dramen verfasste er auch Drehbücher und erhielt für seine Werke mehrere Preise und Auszeichnungen.
Im deutschen Sprachraum wurde er vor allem mit seinem volkstümlichen Schauspiel Speckhut bekannt. Die deutsche Erstaufführung erfolgte am 31. März 1974 an der Berliner Volksbühne in einer Inszenierung von Manfred Karge und Matthias Langhoff.

## Werke (Auswahl)
- Speckhut (Chaupéu-de-Sebo), deutsch von Andreas Klotsch, in: Brasilianische Dramen, hrsg. von Andreas Klotsch, Berlin: Volk und Welt 1971, S. 245–298
- Teatro completo, 3 Bände, Rio de Janeiro 2009